# Lucky (film 2017)
Lucky è un film del 2017 diretto da John Carroll Lynch.
Il film, che segna l'esordio come regista per Lynch, attore statunitense di successo, racconta il viaggio spirituale di un ateo novantenne, interpretato da Harry Dean Stanton, al suo ultimo film, prima di morire nello stesso anno.

## Trama
Lucky segue il viaggio spirituale di un ateo novantenne e dei singolari personaggi che abitano nella sua cittadina sperduta nell'entroterra degli Stati Uniti. Sopravvissuto a tutti gli amici di una vita, Lucky si trova davanti al precipizio della sua esistenza, pronto a un ultimo viaggio alla scoperta di se stesso, e forse a un passo da un vero stato di "illuminazione"

## Distribuzione
La pellicola è stata presentata in anteprima al festival South by Southwest nel marzo 2017. Successivamente è stato presentato in molti altri festival cinematografici internazionali, tra cui il Locarno Festival.

## Riconoscimenti
- 2017 - Locarno Festival
  - Premio della giuria ecumenica
  - In competizione per il Pardo d'oro
- 2017 - Chicago Film Critics Association Award
  - Candidatura per il Regista più promettente a John Carroll Lynch
  - Candidatura per il Miglior attore a Harry Dean Stanton
- 2017 - Gotham Independent Film Awards
  - Candidatura per il Miglior attore a Harry Dean Stanton
- 2018 - Satellite Award
  - Miglior opera prima a John Carroll Lynch
  - Miglior attore a Harry Dean Stanton